# Neocunaxoides cinctus
Neocunaxoides cinctus är en spindeldjursart som först beskrevs av Mohammad Nazeer Chaudhri 1980.  Neocunaxoides cinctus ingår i släktet Neocunaxoides och familjen Cunaxidae. Inga underarter finns listade i Catalogue of Life.